# Volta a Califòrnia 2015
La Volta a Califòrnia 2015, desena edició de la Volta a Califòrnia, es disputà entre el 10 i el 17 de maig de 2015 sobre un recorregut de 1.142 km dividits en 8 etapes. La cursa formava part de l'UCI America Tour 2015.
El vencedor final fou l'eslovac Peter Sagan (Team Tinkoff-Saxo), que fou acompanyat al podi pel jove francès Julian Alaphilippe (Etixx-Quick Step), vencedor de la classificació dels joves, i pel colombià Sergio Henao (Team Sky). Sagan aconseguí el liderat després de la victòria en la contrarellotge individual de la sisena etapa, però l'endemà, en l'etapa reina, el va perdre en favor d'Alaphilippe per tan sols dos segons. Les bonificacions de la darrera etapa van decantar la victòria en favor de Sagan, amb tres segons sobre Alaphilippe.
Mark Cavendish (Etixx-Quick Step), vencedor de quatre etapes, aconseguí la victòria en la classificació per punts, Daniel Oss (BMC Racing Team) la de la muntanya i el Team Sky fou el millor equip.

## Equips participants
Classificada amb categoria 2.HC de l'UCI Amèrica Tour, la Volta a Califòrnia és oberta als equips World Tour amb un límit del 70% dels equips participants, als equips continentals professionals, als equips continentals i als equips nacionals.
En aquesta edició hi prenen part 18 equips: 8 World Tour, 4 equips continentals professionals i 6 equips continentals:
| Nom de l'equip      | País          | Codi |
| ------------------- | ------------- | ---- |
| BMC Racing Team     | Estats Units  | BMC  |
| Cannondale-Garmin   | Estats Units  | TCG  |
| Team Giant-Alpecin  | Països Baixos | TGA  |
| Etixx-Quick Step    | Bèlgica       | EQS  |
| Team Tinkoff-Saxo   | Dinamarca     | TCS  |
| Team LottoNL-Jumbo  | Països Baixos | TLJ  |
| Team Sky            | Regne Unit    | SKY  |
| Trek Factory Racing | Estats Units  | TFR  |

| Nom de l'equip              | País         | Codi |
| --------------------------- | ------------ | ---- |
| Drapac Professional Cycling | Austràlia    | DPC  |
| MTN Qhubeka                 | Sud-àfrica   | MTN  |
| Novo Nordisk                | Estats Units | TNN  |
| Unitedhealthcare            | Estats Units | UHC  |

| Nom de l'equip                 | País         | Codi |
| ------------------------------ | ------------ | ---- |
| Axeon Cycling Team             | Estats Units | BDT  |
| Hincapie Racing                | Estats Units | HSD  |
| Jelly Belly-Maxxis             | Estats Units | JBC  |
| Jamis-Hagens Berman            | Estats Units | JSH  |
| Optum-Kelly Benefit Strategies | Estats Units | OPM  |
| Team SmartStop                 | Estats Units | SSC  |

## Etapes
| Etapes   | Data       | Recorregut                                                  |                           | km        | Vencedor etapa           | Líder general            | Ref.   |
| -------- | ---------- | ----------------------------------------------------------- | ------------------------- | --------- | ------------------------ | ------------------------ | ------ |
| 1a etapa | 10 de maig | Sacramento - Sacramento                                     | Etapa plana               | 203,1     | Mark Cavendish (GBR)     | Mark Cavendish (GBR)     | [ 3 ]  |
| 2a etapa | 11 de maig | Nevada City - Lodi                                          | Etapa de mitja muntanya   | 193,8     | Mark Cavendish (GBR)     | Mark Cavendish (GBR)     | [ 4 ]  |
| 3a etapa | 12 de maig | San José - San José                                         | Etapa de mitja muntanya   | 170,1     | Toms Skujiņš (LAT)       | Toms Skujiņš (LAT)       | [ 5 ]  |
| 4a etapa | 13 de maig | Pismo Beach - Avila Beach                                   | Etapa plana               | 172,0     | Peter Sagan (SVK)        | Toms Skujiņš (LAT)       | [ 6 ]  |
| 5a etapa | 14 de maig | Santa Barbara - Santa Clarita                               | Etapa plana               | 154,0     | Mark Cavendish (GBR)     | Toms Skujiņš (LAT)       | [ 7 ]  |
| 6a etapa | 15 de maig | Big Bear Lake - Big Bear Lake Santa Clarita - Santa Clarita | Contrarellotge individual | 24,3 10,6 | Peter Sagan (SVK)        | Peter Sagan (SVK)        | [ 8 ]  |
| 7a etapa | 16 de maig | Ontario - Mont Baldy                                        | Etapa de muntanya         | 128,7     | Julian Alaphilippe (FRA) | Julian Alaphilippe (FRA) | [ 9 ]  |
| 8a etapa | 17 de maig | L.A. Live - Pasadena                                        | Etapa plana               | 95,0      | Mark Cavendish (GBR)     | Peter Sagan (SVK)        | [ 10 ] |

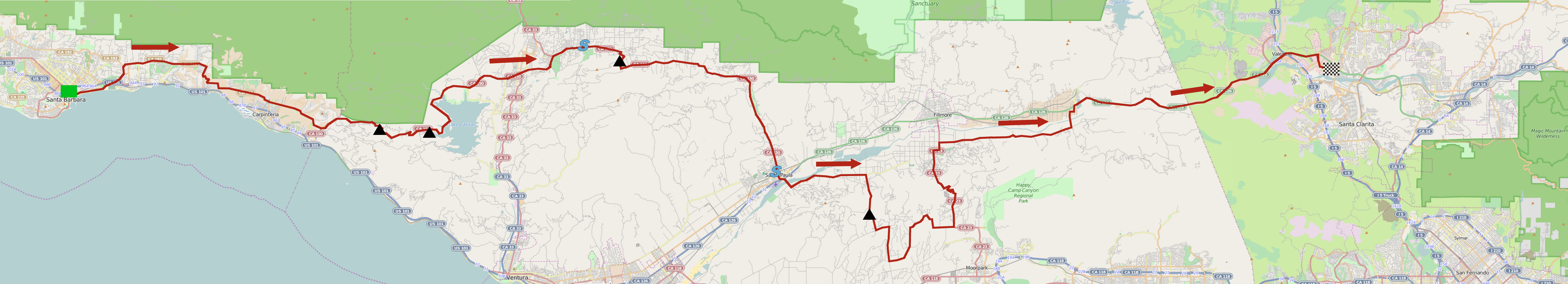
5a etapa.
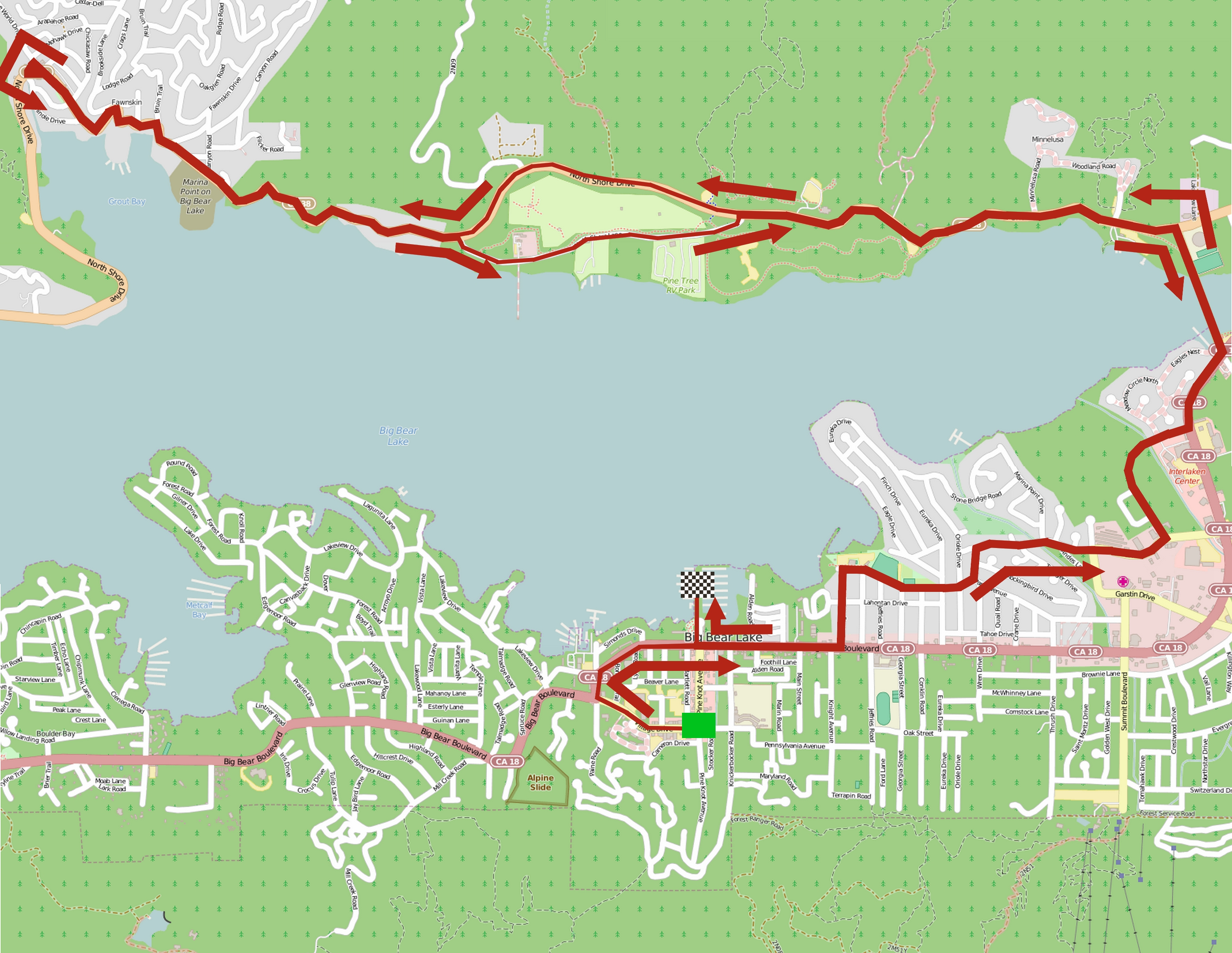
6a etapa.
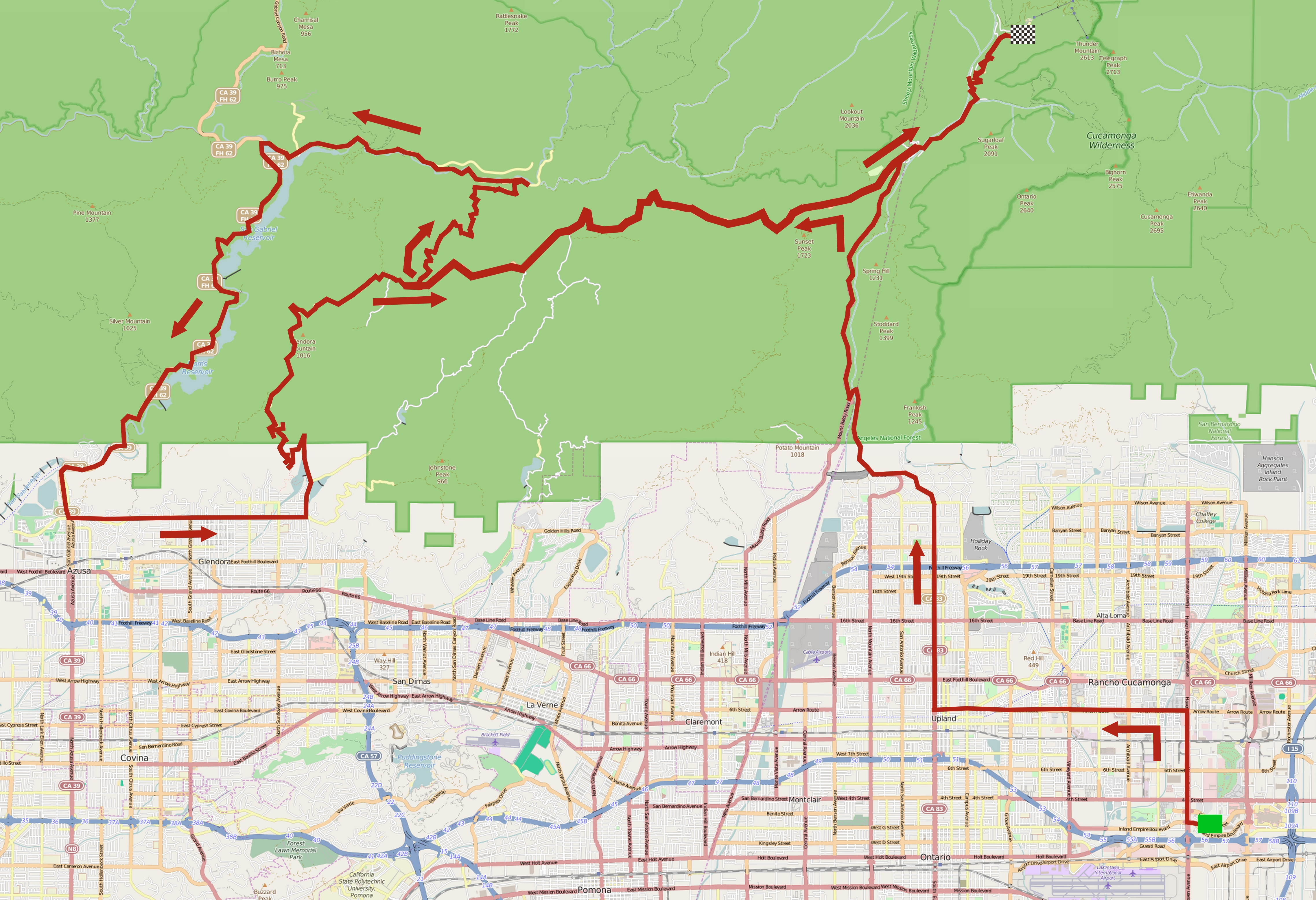
7a etapa.
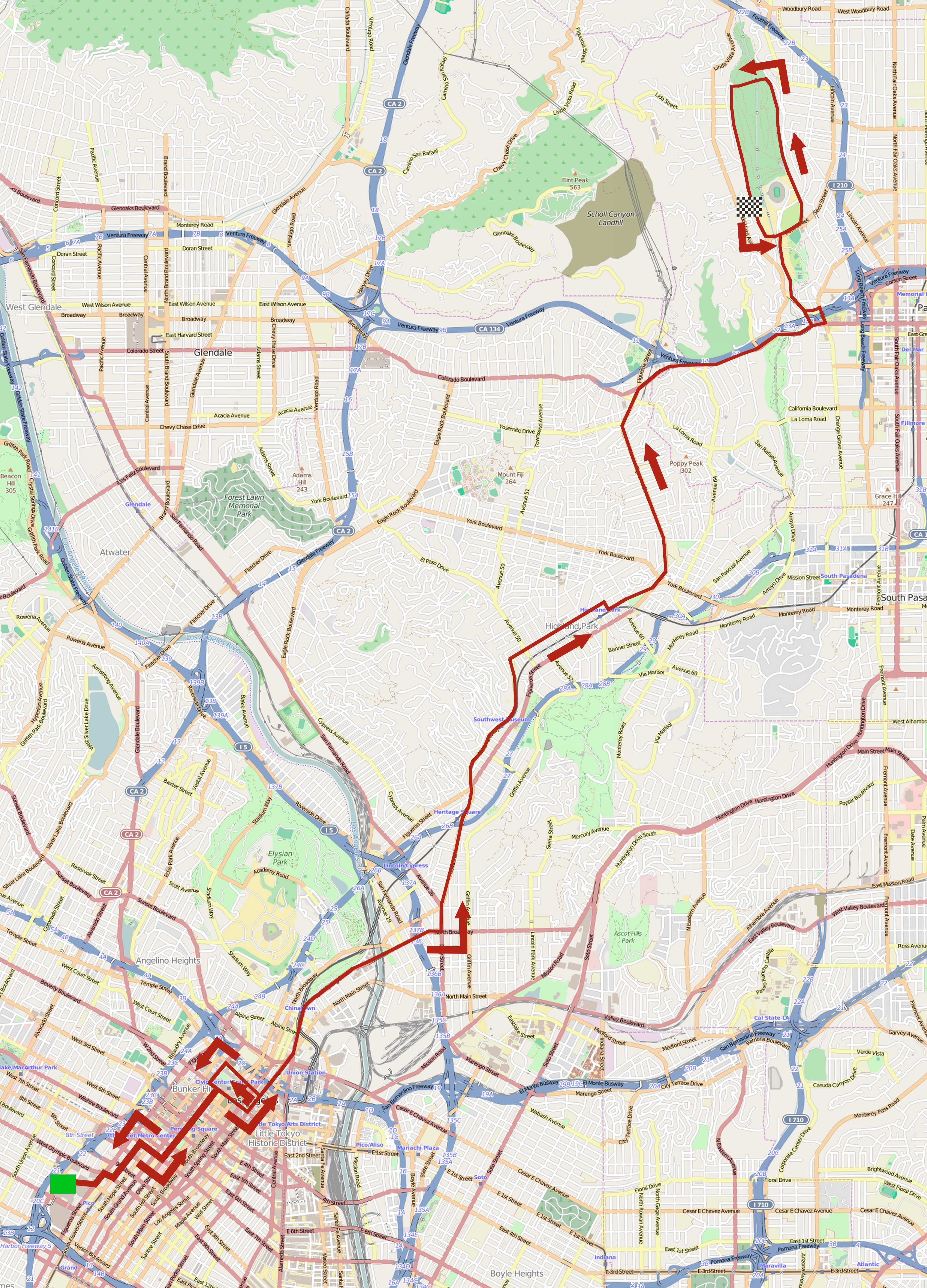
8a etapa.

## Classificacions finals

### Classificació general
|    | Ciclista                 | Equip               | Temps       |
| -- | ------------------------ | ------------------- | ----------- |
| 1  | Peter Sagan (SVK)        | Team Tinkoff-Saxo   | 28h 13' 12" |
| 2  | Julian Alaphilippe (FRA) | Etixx-Quick Step    | + 3"        |
| 3  | Sergio Henao (COL)       | Team Sky            | + 37"       |
| 4  | Joe Dombrowski (USA)     | Cannondale-Garmin   | + 1' 14"    |
| 5  | Robert Gesink (NED)      | Team LottoNL-Jumbo  | + 1' 15"    |
| 6  | Haimar Zubeldia (ESP)    | Trek Factory Racing | + 1' 16"    |
| 7  | Ian Boswell (USA)        | Team Sky            | + 1' 23"    |
| 8  | Riccardo Zoidl (AUT)     | Trek Factory Racing | + 1' 24"    |
| 9  | Peter Kennaugh (GBR)     | Team Sky            | + 1' 44"    |
| 10 | Rob Britton (CAN)        | SmartStop           | + 2' 10"    |

### Classificacions secundàries
|             | Ciclista             | Equip                   | Punts |
| ----------- | -------------------- | ----------------------- | ----- |
| Mallot verd | Mark Cavendish (GBR) | Omega Pharma-Quick Step | 75    |
| 2           | Peter Sagan (SVK)    | Team Tinkoff-Saxo       | 62    |
| 3           | Wouter Wippert (NED) | Drapac                  | 38    |

|                       | Ciclista             | Equip                  | Punts |
| --------------------- | -------------------- | ---------------------- | ----- |
| Mallot de la muntanya | Daniel Oss (ITA)     | BMC Racing Team        | 48    |
| 2                     | Toms Skujiņš (LAT)   | Hincapie               | 33    |
| 3                     | Lachlan Morton (AUS) | Jelly Belly p/b Maxxis | 20    |

|              | Ciclista                 | Equip             | Temps       |
| ------------ | ------------------------ | ----------------- | ----------- |
| Mallot blanc | Julian Alaphilippe (FRA) | Etixx-Quick Step  | 28h 13' 15" |
| 2            | Tao Geoghegan Hart (GBR) | Axeon             | + 2' 33"    |
| 3            | Jay McCarthy (AUS)       | Team Tinkoff-Saxo | + 3' 13"    |

|   | Equip               | País         | Temps       |
| - | ------------------- | ------------ | ----------- |
| 1 | Team Sky            | Regne Unit   | 84h 43' 10" |
| 2 | Trek Factory Racing | Estats Units | + 4' 06"    |
| 3 | BMC Racing Team     | Estats Units | + 5' 35"    |

## Evolució de les classificacions
| Etapa | Vencedor           | Classificació general | Classificació dels joves | Classificació de la muntanya | Classificació dels esprints | Més valent     | Classificació per equips |
| ----- | ------------------ | --------------------- | ------------------------ | ---------------------------- | --------------------------- | -------------- | ------------------------ |
| 1     | Mark Cavendish     | Mark Cavendish        | Zico Waeytens            | N/D                          | Mark Cavendish              | Will Clarke    | BMC Racing Team          |
| 2     | Mark Cavendish     | Mark Cavendish        | Robin Carpenter          | Robin Carpenter              | Mark Cavendish              | Markel Irizar  | Team Tinkoff-Saxo        |
| 3     | Toms Skujiņš       | Toms Skujiņš          | Julian Alaphilippe       | Toms Skujiņš                 | Mark Cavendish              | Daniel Oss     | BMC Racing Team          |
| 4     | Peter Sagan        | Toms Skujiņš          | Julian Alaphilippe       | Toms Skujiņš                 | Mark Cavendish              | Gregory Daniel | BMC Racing Team          |
| 5     | Mark Cavendish     | Toms Skujiņš          | Julian Alaphilippe       | Toms Skujiņš                 | Mark Cavendish              | Danilo Wyss    | BMC Racing Team          |
| 6     | Peter Sagan        | Peter Sagan           | Julian Alaphilippe       | Toms Skujiņš                 | Mark Cavendish              | no entregat    | BMC Racing Team          |
| 7     | Julian Alaphilippe | Julian Alaphilippe    | Julian Alaphilippe       | Daniel Oss                   | Mark Cavendish              | Lachlan Morton | Team Sky                 |
| 8     | Peter Sagan        | Peter Sagan           | Julian Alaphilippe       | Daniel Oss                   | Mark Cavendish              |                | Team Sky                 |
| Final | Final              | Peter Sagan           | Julian Alaphilippe       | Daniel Oss                   | Mark Cavendish              |                | Team Sky                 |